# Besleneyevtsy
Los besleneyevtsi (en ruso: Бесленеевцы, autodenominación: адыгэ, беслъэней, adigués, beslenéi) son una subetnia de los adigueses. Hablan un dialecto del idioma adigués, que corresponde al grupo abjasio-adigués de las lenguas caucásicas noroccidentales. Su dialecto es próximo al cabardino, aunque tiene diferencias considerables en la pronunciación de las consonantes (aunque no imposibilita la comprensión mutua). Son una de las doce tribus circasianas principales y representan una de las doce estrellas de la bandera circasiana verde y dorada. musulmanes suníes.

## Historia
Las primeras noticias sobre esta etnia se encuentran en los anales de los siglos XIV y XV. Vivían en los valles del Málaya Labá, Bolshaya Labá, Urup, Jodz y Fars. Sus ocupaciones básicas eran la agricultura, la ganadería y la horticultura. Fuentes rusas del siglo XVI señalan su independencia de los pueblos cabardinos. Entre los siglo XVI y siglo XVIII defendieron sus tierras de las sucesivas invasiones de nogayos, calmucos, tártaros de Crimea y turcos. Ante el crecimiento de estos dos últimos pueblos, los caudillos adigueses enviaron embajadas a Moscú en los años 1552, 1555 y 1557, vinculando su política a la del estado ruso, que no podía asegurar su soberanía. En este contexto se encuentra detallado, en un documento del segundo cuarto del siglo XVII, el tributo que los besleneyevtsi pagaban al kan de Crimea. Establecieron relaciones dinásticas con los Giray. En ocasiones buscaron la ayuda rusa para librarse del yugo crimeo y otomano, lo que era castigado con expediciones otomanas que hacían que los adigueses se vieran cada vez más circunscritos a la montaña.
La última incursión otomana se dio en 1790, cuando 30 000 soldados turcos a las órdenes de Baltal Pashá fueron derrotados por el ejército ruso aliado con los pueblos de las montañas en el curso superior del río Kubán, cerca de la actual Cherkesk. Tras esta victoria, los rusos se establecieron a lo largo de la orilla derecha del río Kubán. Los besleneyevtsi admitieron entre los suyos a muchos refugiados de otras tribus montañesas como los cabardinos, que se resistían a los rusos. En la primera mitad del siglo XIX, organizaron resistencia ante el sometimiento ruso.

## Aristocracia
- Príncipes (Пщы) — Konokovo (Къанокъуэ), Sholojovy (Шолэхъу).
- Nobleza (Лъакъуэлъэш) — Anajokovy (Ӏэнэджыкъуэ), Bogupsovy (Богупс), Bekmurzovy (Бэчмырзэ), Dokshukovy (Дохъчокъуэ), Kurgokovy (Кургъокъуэ), Musurokov (Мысрыкъуэ), Sanashokov (Санэшъыкъуэ), Tazartukovy (Тхьэстокъуэ), Tlajodukovy (ЛӀыхъуэдыкъуэ), Tarkanovy (Тэркъан).

## Actualidad
Tras la Guerra del Cáucaso, los besleneyevtsy viven en Rusia en cinco pueblos: dos en el raión de Uspénskoye del krai de Krasnodar, Konokovo y Kurgokovski; dos en Karacháyevo-Cherkesia, Beslenéi y Bako-Zhile; y uno en Adigueya, Uliap.